# إبراهيم عابد جمال
إبراهيم عابد جمال (1908 - 2000) شاعر وصحفي سوري من أهل القرن العشرين. ولد في مدينة طرسوس من لواء إسكندرون ودرس فيها فألّم بالعربيّة والتركيّة والإنكليزيّة والفرنسيّة. عاد إلى اللاذقيّة في 1920 وشارك في إصدار جريدة الصّدى العلويّ، ثم جريدة صوت الحقّ. حصل على شهادة الدروس الابتدائية العالية من دار المعلّمين وعمل معلّمًا فمديرًا. أوفد في بعثة علميّة إلى فرنسا فحصل على شهادة اختصاص في التربية وعلم النّفس، والتفتيش، ودبلوم في الدراسات الدولية العليا، وآخر في الدراسات الاجتماعية، وثالث في الصحافة. عُيّن مديرًا للتربية في عدّة محافظات سوريّة حتى تقاعده. له مجموعة شعرية مخطوطة، ومجموعة قصصيّة نهج فيها منهج ابن المقفّع في كليلة ودمنة، وترجم كتابًا عن الفرنسيّة بعنوان الطفولة المجهولة. توفي في اللاذقية. 

## سيرته
ولد إبراهيم بن عابد جمال في مدينة طرسوس سنة 1908م/ 1326 هـ ونشأ مع أسرته فيها، وفي عام 1920 عادت الأسرة إلى سوريا واستقرت في اللاذقية. تلقى إبراهيم تعليمه في مدارس طرسوس، ثم انتقل إلى مدرسة الفرير في مدينة اللاذقية، وحاز شهادة الدروس الابتدائية العالية 1924، كما نال شهادة أهلية التعليم في عام 1927 من بيروت.

في 1951 أوفد إلى فرنسا والتحق بالمعهد العالي للمعلمين حتى نال شهادة الاختصاص في التربية وعلم النفس والتفتيش من سا كلو بفرنسا، كما نال من باريس شهادة دبلوم في الدراسات الدولية العليا وأخرى في الدراسات الاجتماعية وثالثة في الصحافة، ومن خلال دراسته أجاد اللغات التركية والفرنسية والإنجليزية.

بدأ حياته العملية عام 1921 حيث عمل مع والده على إصدار وتحرير جريدة الصدى العلوي ثم صوت الحق. عين معلمًا في قرية وادي العيون بمنطقة مصياف في 1925، ثم مديرًا في قرية مشقيتا بمحافظة اللاذقية، كما عين مدرسًا في مدرسة داخلية ببلدة الدريكيش في طرطوس، ثم في وظيفة مفتش للتعليم الابتدائي في محافظة اللاذقية، وترقى فيها حتى أصبح مديرًا للتربية في عدة محافظات منها اللاذقية والحسكة ودرعا.

أحيل إلى التقاعد من وظائف التعليم في نهاية عام 1956، فعمل مترجمًا في وزارة العدل للغتين الفرنسية والتركية ووصل فيها إلى درجة خبير.

توفي إبراهيم عابد جمال في اللاذقية في 1421 هـ/ 2000 م.

## شعره
ذكره عبد العزيز البابطين في معجمه وقال «كتب القصيدة العمودية وجدد فيها متناولاً عدة موضوعات تراوحت بين الوجداني والوطني، كما استلهم بعض قصائده من مناسبات وطنية واجتماعية مثل قصيدتيه في عيدي الأم والوحدة. عكس شعره جانبًا من حياته الشخصية، وجسد حسه الإنساني ورقة مشاعره، لغته سلسة وأفكاره واضحة وخياله قليل، ومن الطريف أنه كان ينظم القصائد ليلقيها بعض تلاميذه مثل قصيدته عن المناضلة الجزائرية جميلة بوحيرد. قصيدته «أحلام الصغار» نظمها على لسان موظف، وجسدت ما تعانيه طبقة صغار الموظفين من ضياع اجتماعي وعسر وملل.»